# Grečin
Grečin je priimek več oseb:
- Leonid Nikiforovič Grečin-Mironov, sovjetski general
- Andrej Vladimirovič Grečin, ruski plavalec